# Fusaroli (calciatore)
 Fusaroli (fl. XX secolo) è stato un calciatore italiano, di ruolo portiere.

## Carriera
Con la SPAL disputa 16 gare nei campionati di Prima Divisione 1922-1923, 1923-1924 e 1924-1925.